# Pirita (Fluss)
Der Pirita-Fluss (estnisch Pirita jõgi; deutsch (historisch) Brigittenbach) ist ein Fluss in Estland. Er ist einer der größten Flüsse im Kreis Harju.
Der Fluss Pirita entspringt beim Moor Pususoo im Kreis Järva, etwa 20 km nordwestlich von Paide. Seine Länge beträgt 105 km. Beim Tallinner Stadtteil Pirita (deutsch Sankt Brigitten) mündet er in die Tallinner Bucht und damit in den Finnischen Meerbusen.
Das Einzugsgebiet des Pirita-Flusses umfasst 799 km². Er legt ein Gefälle von 75 m zurück. Seine durchschnittliche Abflussmenge beträgt 7–8 m³/s.
Die beiden linken Zuflüsse sind der Kuivajõgi und der Tuhala jõgi. Durch einen Kanal fließt Wasser aus dem Pirita-Fluss auch in den See Ülemiste, das wichtigste Trinkwasserreservoir der estnischen Hauptstadt. Das letzte Teilstück des Flusses am ehemaligen Birgitten-Kloster Pirita steht teilweise unter Landschaftsschutz.